# Парвіз Хаді
Парвіз Хаді (перс. پرويز هادي; нар. 16 листопада 1987, Басменж, Східний Азербайджан) — іранський борець вільного стилю, бронзовий призер чемпіонату світу , триразовий чемпіон Азії, дворазовий чемпіон Азійських ігор, триразовий володар Кубків світу, бронзовий призер літньої Універсіади.

## Життєпис
Боротьбою почав займатися з 2001 року. У 2012 став срібним призером чемпіонату світу серед студентів.
Виступає за борцівський клуб Тегерана. Тренер — Аліреза Резаї.

## Спортивні результати на міжнародних змаганнях

### Виступи на Чемпіонатах світу
| Змагання                        | Збірна | Вагова категорія           | Місце  |
| ------------------------------- | ------ | -------------------------- | ------ |
| Чемпіонат світу з боротьби 2015 | Іран   | вільна боротьба, до 125 кг | 9      |
| Чемпіонат світу з боротьби 2018 | Іран   | вільна боротьба, до 125 кг | Бронза |

### Виступи на Чемпіонатах Азії
| Змагання                       | Збірна | Вагова категорія           | Місце  |
| ------------------------------ | ------ | -------------------------- | ------ |
| Чемпіонат Азії з боротьби 2012 | Іран   | вільна боротьба, до 120 кг | Золото |
| Чемпіонат Азії з боротьби 2013 | Іран   | вільна боротьба, до 120 кг | Золото |
| Чемпіонат Азії з боротьби 2016 | Іран   | вільна боротьба, до 125 кг | Золото |

### Виступи на Азійських іграх
| Змагання           | Збірна | Вагова категорія           | Місце  |
| ------------------ | ------ | -------------------------- | ------ |
| Азійські ігри 2014 | Іран   | вільна боротьба, до 125 кг | Золото |
| Азійські ігри 2018 | Іран   | вільна боротьба, до 125 кг | Золото |

### Виступи на Кубках світу
| Змагання                    | Збірна | Вагова категорія           | Місце  |
| --------------------------- | ------ | -------------------------- | ------ |
| Кубок світу з боротьби 2012 | Іран   | вільна боротьба, до 120 кг | 11     |
| Кубок світу з боротьби 2014 | Іран   | вільна боротьба, до 125 кг | Золото |
| Кубок світу з боротьби 2015 | Іран   | вільна боротьба, до 125 кг | Золото |
| Кубок світу з боротьби 2016 | Іран   | вільна боротьба, до 125 кг | Золото |

### Виступи на інших змаганнях
| Змагання                                                      | Збірна | Вагова категорія           | Місце  |
| ------------------------------------------------------------- | ------ | -------------------------- | ------ |
| Золотий Гран-прі з боротьби 2009                              | Іран   | вільна боротьба, до 120 кг | 12     |
| Кубок Тахті 2010                                              | Іран   | вільна боротьба, до 120 кг | Бронза |
| Кубок Тахті 2011                                              | Іран   | вільна боротьба, до 120 кг | Бронза |
| Олімпійський кваліфікаційний турнір з боротьби 2012 (Астана)  | Іран   | вільна боротьба, до 120 кг | Бронза |
| Олімпійський кваліфікаційний турнір з боротьби 2012 (Тайюань) | Іран   | вільна боротьба, до 120 кг | Золото |
| Чемпіонат світу з боротьби серед студентів 2012               | Іран   | вільна боротьба, до 120 кг | Срібло |
| Літня Універсіада 2013                                        | Іран   | вільна боротьба, до 120 кг | Бронза |
| Золотий Гран-прі з боротьби 2013 (Баку)                       | Іран   | вільна боротьба, до 120 кг | 9      |
| Кубок Тахті 2014                                              | Іран   | вільна боротьба, до 125 кг | Золото |
| Кубок Тахті 2015                                              | Іран   | вільна боротьба, до 125 кг | Золото |
| Кубок Тахті 2016                                              | Іран   | вільна боротьба, до 125 кг | Золото |
| Турнір Степана Саргісяна 2016                                 | Іран   | вільна боротьба, до 125 кг | Золото |
| Клубний чемпіонат світу з боротьби 2016                       | Іран   | команда                    | Срібло |
| Кубок Тахті 2018                                              | Іран   | вільна боротьба, до 125 кг | Золото |
| Турнір Дана Колова — Николи Петрова 2019                      | Іран   | вільна боротьба, до 125 кг | Золото |